# Hyperprogesteronism
Hyperprogesteronism är en endokrin störning som innebär att nivåerna av progesteron är förhöjda. Kvinnor har normalt högre nivåer progesteron än män.
Hos människor ställs sällan eller aldrig diagnosen, men den är belagd hos till exempel domesticerade katter. Hos katter uppkommer i ytterst fåtal fall hyperprogesteronism, och då till följd av carcinom i binjurarna hos könlösa, medelålders individer eller individer utan utsikt till fortplantning. Symtomen är polydipsi, polyuri, tunn och skör hud, håravfall i ljumskarna, lätt att få blåmärken, aggression, och seborrhea oleosa (ovanligt fet päls, liknande fett hår). Tillståndet är förknippat med insulinresistent diabetes mellitus, låga värden kortisol, hypernatremi, och hypokalemi. 